# Metodo dell'inventario permanente
Il metodo dell'inventario permanente (in inglese PIM, Perpetual Inventory Method) consente di ottenere una stima dello stock di capitale esistente (difficile da rilevare direttamente) sulla base dei dati relativi ai flussi di investimento.
Il metodo, introdotto da Raymond W. Goldsmith nel 1951, viene regolarmente utilizzato in molti paesi, tra cui l'Italia.

## Prezzi costanti e uscita simultanea
In una situazione semplificata al massimo, si può supporre che:
- i prezzi rimangano costanti;
- vi sia un solo tipo di bene capitale con una vita utile sempre pari a {\displaystyle N} anni: ciascun macchinario rimane in uso esattamente per {\displaystyle N} anni, poi viene eliminato; secondo tale ipotesi, detta di uscita simultanea, non si verificano guasti né sostituzioni per obsolescenza né altri tipi di eliminazioni, ma tutti i macchinari installati in un dato momento vengono utilizzati lungo lo stesso arco di tempo e vengono poi eliminati insieme.

La seconda ipotesi viene resa graficamente mediante i grafici di due funzioni:
- una funzione di sopravvivenza costante, in quanto tutti i macchinari hanno la stessa durata {\displaystyle N};
- una funzione di eliminazione che assume il solo valore {\displaystyle t=N}, in quanto tutti i macchinari vengono eliminati solo quando sono passati {\displaystyle N} anni dall'installazione (durante gli {\displaystyle N} anni il tasso di eliminazione è nullo).

Sulla base di tali assunzioni, lo stock di capitale {\displaystyle K_{t}} esistente al tempo {\displaystyle t} non è altro che la somma di tutti gli investimenti fissi {\displaystyle I} effettuati negli {\displaystyle N} anni precedenti:
da cui:
Ad esempio, supponendo uno stock iniziale nullo {\displaystyle N=3}, si avrebbe:
| Anno | Investimenti | Eliminazioni | Stock di capitale |
| ---- | ------------ | ------------ | ----------------- |
| 1    | 12           | 0            | 12                |
| 2    | 18           | 0            | 30                |
| 3    | 21           | 0            | 51                |
| 4    | 15           | 12           | 54                |
| 5    | 24           | 18           | 60                |
| 6    | 27           | 21           | 66                |

Gli investimenti si cumulano nei primi tre periodi, ma poi, a partire dal quarto, vengono eliminati i macchinari installati tre anni prima; ne risulta che, dopo i due anni iniziali, in qualsiasi anno lo stock di capitale è uguale agli investimenti effettuati nei tre anni precedenti:
- {\displaystyle K_{3}=I_{3}+I_{2}+I_{1}=21+18+12=51}
- {\displaystyle K_{4}=I_{4}+I_{3}+I_{2}=15+21+18=54}
- {\displaystyle K_{5}=I_{5}+I_{4}+I_{3}=24+15+21=60}
- {\displaystyle K_{6}=I_{6}+I_{5}+I_{4}=27+24+15=66}

## Uscita lineare
Si può anche supporre, più realisticamente, che ogni anno si guasti e venga eliminata una frazione costante dei macchinari installati: nulla nell'anno di installazione, {\displaystyle 1/N} in ciascuno degli anni successivi, fino ad arrivare a {\displaystyle N/N=1} (il 100%) dopo {\displaystyle N} anni.
Nell'anno {\displaystyle t}, quindi, la quota dei macchinari installati nell'anno {\displaystyle t-i} ed ancora in uso è pari a {\displaystyle (1-i/N)I_{t-i}}: se {\displaystyle i=0} l'espressione tra parentesi vale 1 (100%), se {\displaystyle i=N/2} (metà della vita utile) l'espressione vale {\displaystyle (1-1/2)=1/2} (50%), se {\displaystyle i=N} vale {\displaystyle (1-1)=0}.
Graficamente:
La funzione di sopravvivenza è linearmente decrescente, la funzione di eliminazione è costante (tasso di eliminazione sempre uguale a {\displaystyle 1/N}).
Nell'ipotesi di uscita lineare lo stock di capitale è dato da:
Ad esempio, supponendo ancora uno stock iniziale nullo e {\displaystyle N=3}, si avrebbe:
| Anno | Investimenti       | Eliminazioni annuali                                                     | Stock di capitale                                         |
| ---- | ------------------ | ------------------------------------------------------------------------ | --------------------------------------------------------- |
| 1    | {\displaystyle 12} | {\displaystyle 0}                                                        | {\displaystyle 12}                                        |
| 2    | {\displaystyle 18} | {\displaystyle {\tfrac {1}{3}}12=4}                                      | {\displaystyle 18+{\tfrac {2}{3}}12=26}                   |
| 3    | {\displaystyle 21} | {\displaystyle {\tfrac {1}{3}}12+{\tfrac {1}{3}}18=10}                   | {\displaystyle 21+{\tfrac {2}{3}}18+{\tfrac {1}{3}}12=37} |
| 4    | {\displaystyle 15} | {\displaystyle {\tfrac {1}{3}}12+{\tfrac {1}{3}}18+{\tfrac {1}{3}}21=17} | {\displaystyle 15+{\tfrac {2}{3}}21+{\tfrac {1}{3}}18=35} |
| 5    | {\displaystyle 24} | {\displaystyle {\tfrac {1}{3}}18+{\tfrac {1}{3}}21+{\tfrac {1}{3}}15=18} | {\displaystyle 24+{\tfrac {2}{3}}15+{\tfrac {1}{3}}21=41} |
| 6    | {\displaystyle 27} | {\displaystyle {\tfrac {1}{3}}21+{\tfrac {1}{3}}15+{\tfrac {1}{3}}24=20} | {\displaystyle 27+{\tfrac {2}{3}}24+{\tfrac {1}{3}}15=48} |

Lo stock di capitale risulta minore rispetto all'ipotesi di uscita simultanea, in quanto al tempo {\displaystyle t} risultano eliminati non solo i macchinari installati fino al tempo {\displaystyle t-3}, ma anche un terzo di quelli installati al tempo {\displaystyle t-1} e due terzi di quelli installati al tempo {\displaystyle t-2}.

## Uscita lineare differita
In realtà, anche l'ipotesi di uscita lineare risulta poco realistica; si può infatti supporre che i macchinari funzionino tutti almeno per qualche dopo l'installazione e che comincino a guastarsi solo dopo un primo periodo di utilizzo. Graficamente:
Si tratta di un'ipotesi intermedia tra l'uscita simultanea e l'uscita lineare. Indicando con {\displaystyle N_{s}} il periodo iniziale (in cui i macchinari non si guastano e non vengono eliminati) e con {\displaystyle N_{l}} il periodo di uscita lineare (ogni anno si guasta una percentuale costante dei macchinari), si ha:
Ad esempio, supponendo nullo lo stock iniziale, {\displaystyle N_{s}=1} e {\displaystyle N_{l}=2}, si avrebbe:
| Anno | Investimenti       | Eliminazioni annuali                                     | Stock di capitale                         |
| ---- | ------------------ | -------------------------------------------------------- | ----------------------------------------- |
| 1    | {\displaystyle 12} | {\displaystyle 0}                                        | {\displaystyle 12}                        |
| 2    | {\displaystyle 18} | {\displaystyle {\tfrac {1}{2}}12=6}                      | {\displaystyle 18+{\tfrac {1}{2}}12=24}   |
| 3    | {\displaystyle 21} | {\displaystyle {\tfrac {1}{2}}12+{\tfrac {1}{2}}18=15}   | {\displaystyle 21+{\tfrac {1}{2}}18=30}   |
| 4    | {\displaystyle 15} | {\displaystyle {\tfrac {1}{2}}18+{\tfrac {1}{2}}21=19.5} | {\displaystyle 15+{\tfrac {1}{2}}21=25,5} |
| 5    | {\displaystyle 24} | {\displaystyle {\tfrac {1}{2}}21+{\tfrac {1}{2}}15=18}   | {\displaystyle 24+{\tfrac {1}{2}}15=31.5} |
| 6    | {\displaystyle 27} | {\displaystyle {\tfrac {1}{2}}15+{\tfrac {1}{2}}24=19.5} | {\displaystyle 27+{\tfrac {1}{2}}24=39}   |

## Uscita a campana
Si usa spesso una funzione di eliminazione non lineare ma "a campana" (con un andamento simile a quello della curva di Gauss), secondo l'ipotesi che le eliminazioni siano poche all'inizio, quando i macchinari sono ancora nuovi, poi sempre più frequenti man mano che invecchiano, infine ancora pochi - rispetto alle installazioni iniziali - per il semplice motivo che molti di quelli installati in origine sono già stati eliminati. Graficamente:
Indicando con {\displaystyle \lambda _{i}} la percentuale di macchinari ancora in uso dopo {\displaystyle i} anni dall'installazione, si ha:
Una volta data una funzione di eliminazione a campana, si può facilmente costruire una tabella come quelle proposte sopra. Ad esempio, supponendo che dopo un anno si elimini 1/6 dei macchinari, 2/3 dopo due anni ed il restante 1/6 alla fine del terzo anno, si avrebbe:
Supponendo ancora uno stock iniziale nullo e {\displaystyle N=3}, si avrebbe:
| Anno | Investimenti       | Eliminazioni annuali                                                       | Stock di capitale                                           |
| ---- | ------------------ | -------------------------------------------------------------------------- | ----------------------------------------------------------- |
| 1    | {\displaystyle 12} | {\displaystyle 0}                                                          | {\displaystyle 12}                                          |
| 2    | {\displaystyle 18} | {\displaystyle {\tfrac {1}{6}}12=2}                                        | {\displaystyle 18+{\tfrac {5}{6}}12=28}                     |
| 3    | {\displaystyle 21} | {\displaystyle {\tfrac {2}{3}}12+{\tfrac {1}{6}}18=11}                     | {\displaystyle 21+{\tfrac {5}{6}}18+{\tfrac {1}{6}}12=38}   |
| 4    | {\displaystyle 15} | {\displaystyle {\tfrac {1}{6}}12+{\tfrac {2}{3}}18+{\tfrac {1}{6}}21=17.5} | {\displaystyle 15+{\tfrac {5}{6}}21+{\tfrac {1}{6}}18=35.5} |
| 5    | {\displaystyle 24} | {\displaystyle {\tfrac {1}{6}}18+{\tfrac {2}{3}}21+{\tfrac {1}{6}}15=19.5} | {\displaystyle 24+{\tfrac {5}{6}}15+{\tfrac {1}{6}}21=40}   |
| 6    | {\displaystyle 27} | {\displaystyle {\tfrac {1}{6}}21+{\tfrac {2}{3}}15+{\tfrac {1}{6}}24=17.5} | {\displaystyle 27+{\tfrac {5}{6}}24+{\tfrac {1}{6}}15=49.5} |

La scelta delle possibili funzioni di eliminazione "a campana" è ampia; le più usate sono quelle di Weibull, di Winfrey e la lognormale.

## Prezzi variabili nel tempo
Si può tenere conto della variabilità dei prezzi nel tempo in tre modi: 
- prezzi di acquisto o storici: si considera il prezzo d'acquisto dei macchinari, ignorando sue variazioni successive; ipotizzando che esista un solo tipo di macchinario, in modo che gli investimenti di un periodo possano essere scritti come prodotto del prezzo e della quantità di esso ({\displaystyle I_{t}=P_{t}Q_{t}})[3] e denotando con {\displaystyle \lambda _{i}} una qualsiasi quota ancora in uso dei macchinari installati nel periodo {\displaystyle t-i} (anche 1, come nell'uscita simultanea, o {\displaystyle 1-i/N}, come nell'uscita lineare), si ha:

- prezzi correnti o di sostituzione: si considera il prezzo praticato nell'anno in cui si effettua il calcolo, che esprire il costo che si dovrebbe sostenere se si volesse sostituire lo stock di capitale esistente; a tale scopo, gli investimenti di ciascun periodo vengono divisi per un indice di prezzi a base mobile {\displaystyle L_{t,t-i}}:[4]

- prezzi costanti: si utilizzano i prezzi di un anno base;[5] a tale scopo, si dividono gli investimenti per un indice dei prezzi calcolato rispetto all'anno base, {\displaystyle L_{0,t-i}}:[6]

Il primo metodo viene talvolta utilizzato nella contabilità aziendale, ma non trova applicazione nella contabilità nazionale, i cui aggregati vangono calcolati a prezzi correnti o a prezzi costanti.

## Ammortamenti
Lo stock di capitale viene normalmente stimato (anche dall'ISTAT) sia al lordo che al netto degli ammortamenti. Lo stock lordo viene stimato con uno dei metodi sopra descritti, quello netto deducendo le quote di ammortamento.
Gli ammortamenti ripartiscono il costo di un macchinario in più anni secondo la sua durata economica, cioè in tanti anni quanti sono quelli del suo presumibile utilizzo (trascorsi i quali il macchinario dovrà essere sostituito, per obsolescenza tecnica o economica).
Sia nella contabilità aziendale che nella contabilità nazionale, gli ammortamenti vengono detratti dal valore aggiunto ed accantonati per poter disporre delle risorse necessarie alla sostituzione del macchinario alla fine della sua vita utile.
Si tratta quindi di un accantonamento contabile che può risultare molto simile all'eliminazione fisica dei macchinari (il calcolo di un ammortamento a quote costanti è identico al calcolo delle eliminazioni annuali di capitale secondo l'ipotesi di uscita lineare), ma non va confuso con essa. In particolare, per calcolare la produttività dello stock di capitale si deve tenere conto del capitale fisicamente installato, non del suo valore al netto degli ammortamenti; viceversa, per calcolare il patrimonio di un'azienda o di una nazione si deve tenere conto degli ammortamenti (un macchinario nuovo vale più di uno vecchio, in quanto quest'ultimo dovrà essere presto sostituito e ciò comporterà una diminuzione di altre attività o un aumento delle passività).
Seguendo l'ipotesi di ammortamento a quote costanti, il capitale netto viene stimato come segue:

## La metodologia dell'ISTAT
L'ISTAT stima il capitale lordo e netto ipotizzando:
- vite medie costanti per gruppi di beni omogenei:
  - macchine e attrezzature: 18 anni;
  - macchine per ufficio: 7 anni;
  - apparati per telecomunicazioni: 7 anni;
  - mobili: 16 anni (12 per alberghi e ristoranti);
  - mezzi di trasporto su strada: 10 anni;
  - altri mezzi di trasporto: 18 anni;
  - costruzioni: da 35 a 79 anni secondo l'attività economica;
  - software: 5 anni;
  - altri beni e servizi: 34 anni;
- distribuzione normale delle eliminazioni (uscita a campana);
- ammortamenti a quote costanti, secondo le vite medie riportate sopra.